# Smile For Them
Smile For Them es el tercer álbum de estudio de Armor for Sleep, lanzado el 30 de octubre de 2007. 

## Concepto
En este álbum la banda se aleja del pesimismo de sus trabajos anteriores tomando una perspectiva más real, criticando al mundo de las celebridades y la fugacidad de la fama. Hay crítica social, específicamente sobre el elevado culto a la imagen que existe hoy, fruto de una generación hambrienta de fama y reconocimientos. Por ejemplo "Williamsburg" patea con rabia a los "posers", o "Smile for the Camera" se enmarca dentro de la artificialidad del mundo del espectáculo de Los Ángeles, mientras que "Chemicals" trata sobre la dependencia de las drogas.
A pesar de esto, el álbum no ha tenido el mismo recibimiento que sus trabajos anteriores, y es considerado el menos favorito entre los fanes.

## Lista de canciones
1. "Smile for the Camera" - 3:34
2. "Williamsburg" - 3:42
3. "Somebody Else's Arms" - 4:22
4. "Hold the Door" - 5:34
5. "Run Right Back In" - 3:22
6. "Snow Globe" - 1:48
7. "End of the World" - 4:10
8. "Stars in Your Eyes" - 4:02
9. "Lullaby" - 4:09
10. "Chemicals" - 4:22
11. "My Saving Grace" - 4:19
12. "Stand in the Spotlight" - 4:00

## Datos
La canción "End of the World" apareció el 2007 en el soundtrack de la película Transformers